# Turistická značená trasa 7909
 Turistická značená trasa 7909 je 1 km dlouhá žlutě značená trasa Klubu českých turistů v Moravskoslezských Beskydech a v okrese Frýdek-Místek spojující rozcestí v lokalitách Ježánky a U Surovce. Převažující směr trasy je jihovýchodní.

## Průběh trasy
Turistická trasa má svůj počátek na rozcestí u samoty Ježánky v blízkosti osady Visalaje. Rozcestím prochází červeně značená trasa 0617 z Visalají na Lysou horu, modře značená trasa 2252 od přehrady Šance na Bílý Kříž a zeleně značená trasa 4851 z Morávky na Gruň. Trasa nejprve mírně klesá lesní cestou k jižnímu okraji luční enklávy Křížové Cesty a dále ke koncovému rozcestí. Cestou překonává několik horských potoků. Před závěrečným krátkým stoupáním po asfaltové komunikaci vstupuje do souběhu se zeleně značenou trasou 4847 vedoucí z konečné autobusu na Bebku. Zatímco trasa 7909 na rozcestí U Surovce končí, trasa 4847 pokračuje na Bílý Kříž.